# Семюел Александер
Семюел Алекса́ндер (англ. Samuel Alexander, 6 січня 1859, Сідней, Австралія — 13 вересня 1938, Манчестер) — англійський філософ-ідеаліст, представник неореалізму, один з творців теорії емерджентної еволюції.

## Життя
Семюел Александер народився в 1859 році в австралійському мегаполісі Сіднеї, третьою дитиною Семуеля Александера Саттлера (Sattlers Samuel Alexander) та його дружина Еліза (Eliza), з дому Сломен (Sloman). Обоє батьки були єврейського походження. Його батько помер ще до його народження. У 1863 або 1864 р. Еліза переїхала з дітьми в Мельбурні.
З 1866 по 1871 Семуель Александер отримав приватні уроки, після чого був прийнятий до Веслі коледжу (Wesley College). Два роки по тому, у 1873 році, він вступив в Університет Мельбурну на факультет мистецтва, але також слухав лекції з математики та натурфілософії. У 1877 році виїхав до Англії вивчати математику і філософію в коледжі Беліел (Balliol College) в Оксфорді.
Перша велика публікація Александера «Моральний порядок і прогрес» (Moral Order and Progress, 1889) базувалася на його блискучій дисертації. Це дозволило йому в 1893 році зайняти кафедру філософії в Університеті Манчестера. Там він жив і працював до своєї відставки у 1924 році. Іншими важливими публікаціями у цей час є робота «Простір, час і божественність» (Space, Time and Deity, 1920), написана на основі лекцій Джіффорда (Gifford Lectures, 1916—1918), і збірка нарисів з етики та естетики під назвою «Краса та інші форми вартості» (Beauty and the Other Forms of Value, 1933). Самуель Александр помер у 1938 році в Манчестері, місті, де він провів більшу частину свого життя.

## Філософія
Філософія Семюеля Александера ґрунтується на натуралістичному підході. Він був вражений здобутками науки, особливо природничої науки свого часу. Це була для Александера вихідною точкою для розробки узгодженої та всеохопної наукової системи для інших областей. Крім того, він працював із широким колом людського досвіду і філософських тем. Він залишив, поруч із нарисами з метафізики та філософії науки, також праці у галузях релігії, мистецтва та етики. Його головною турботою було розвинути спільну мову і методику для упорядковування всіх областей людського досвіду, пов'язати їх між собою і добитися їхнього кращого розуміння. Для Александера метою філософії є відображення будь-якого досвіду.

### Розвиток і еволюція
Ключовим припущенням у філософії Александера є постійний розвиток до все більших високоемерджентних «рівнів існування». Відомими людині рівнями є простір-час, фізично-хімічна матерія, життя і дух. Кожен рівень має в собі властивості (якості), які не можуть бути знайдені на глибшому рівні. Ця теорія включає також те, що людина з її духом та цінностями не є кінцевою точкою цього розвитку. Світ не повинен, отже, — як у метафізиці Канта — бути вигаданим з духа і тим самим обмеженим. Тільки якщо ввести ієрархію цих цінностей, світ буде «демістифікований» думкою матеріалістичної еволюції. Але навіть якщо людські цінності можуть бути зрештою пояснені з точки зору руху атомів, вони самі не є «рухом атомів». У своєму прагненні розглядати усі форми досвіду як еквіваленті Семюел Александер відкидає редукціонізм.

### Емерджентна еволюція
Александер об'єднує всі інстинкти та імпульси, які призводять до науки, до Бога чи до мистецтва, як прагнення до досягнення на вищого рівня, концепцією nisus. Це прагнення є властиве кожній істоті, а також може бути описана як привабливість вищого ступеня. Nisus є об'єднувальним поняттям в метафізиці Александера. У цій концепції емерджентної еволюції об'єднуються метафізика та естетика. Так Александером також художні твори базуються на інстинктах. З іншого боку естетичне є людською формою найрізноманітніших творінь Всесвіту.